# AAD

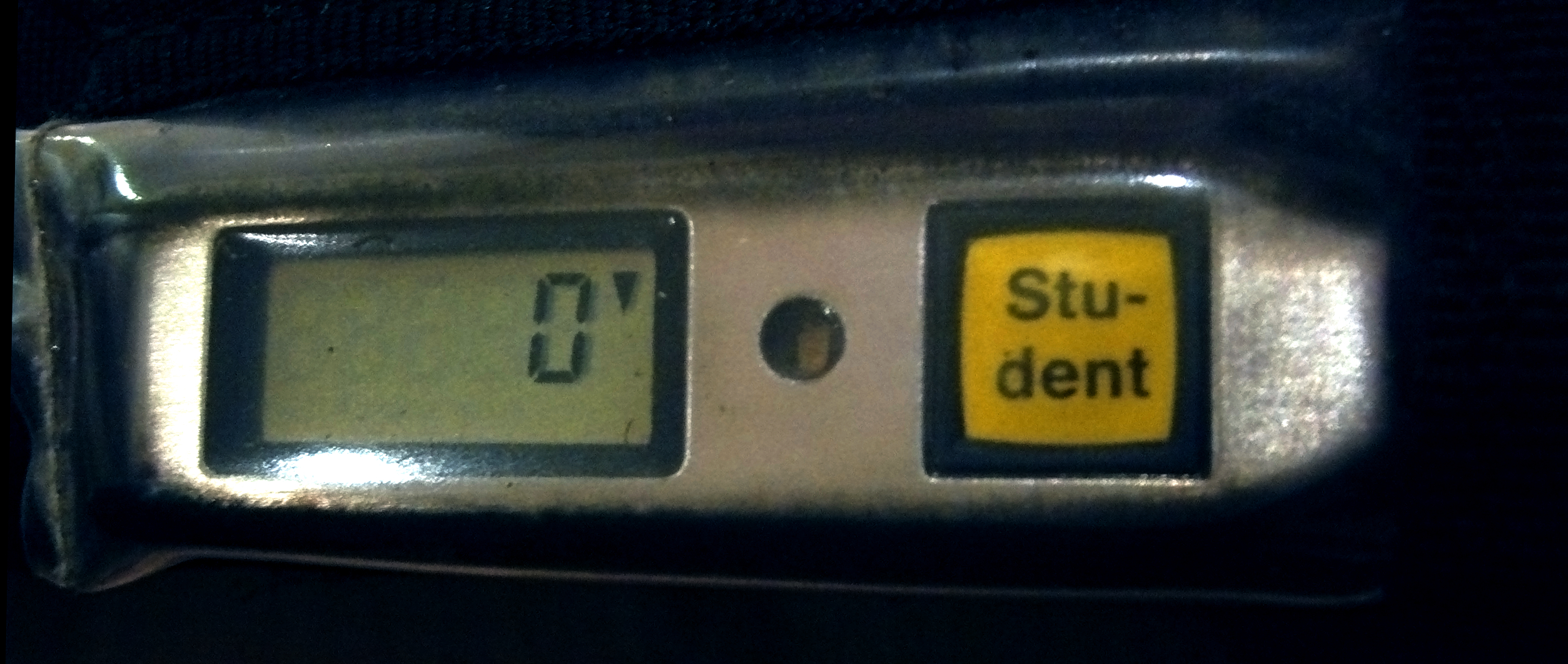
Панель керування CYPRES II

Автоматично активовані пристрої (ААП, AAD(англ.)) у термінології скайдайвінгу належить до електронно-піротехнічних чи механічних пристроїв, які автоматично відкривають основний чи запасний парашутні контейнери на заданій висоті чи після певного часу.
Типовим використанням ААП є відкривання контейнера запасного парашута на заданій висоті, якщо швидкість спуску перевищує граничну для заданої висоти. Це означає, що користувач не відкрив свій парашут, або те, що парашут не є працюючим та недостатньо сповільнює швидкість спуску.
Механічні ААП старого типу виходять з використання, замінюються новішими електронно-піротехнічними моделями. Вбудовані у нові моделі комп'ютери можуть робити набагато точніші розрахунки висоти та вертикальної швидкості, що робить їх надійнішими, ніж старі.